# Vil·la Joana

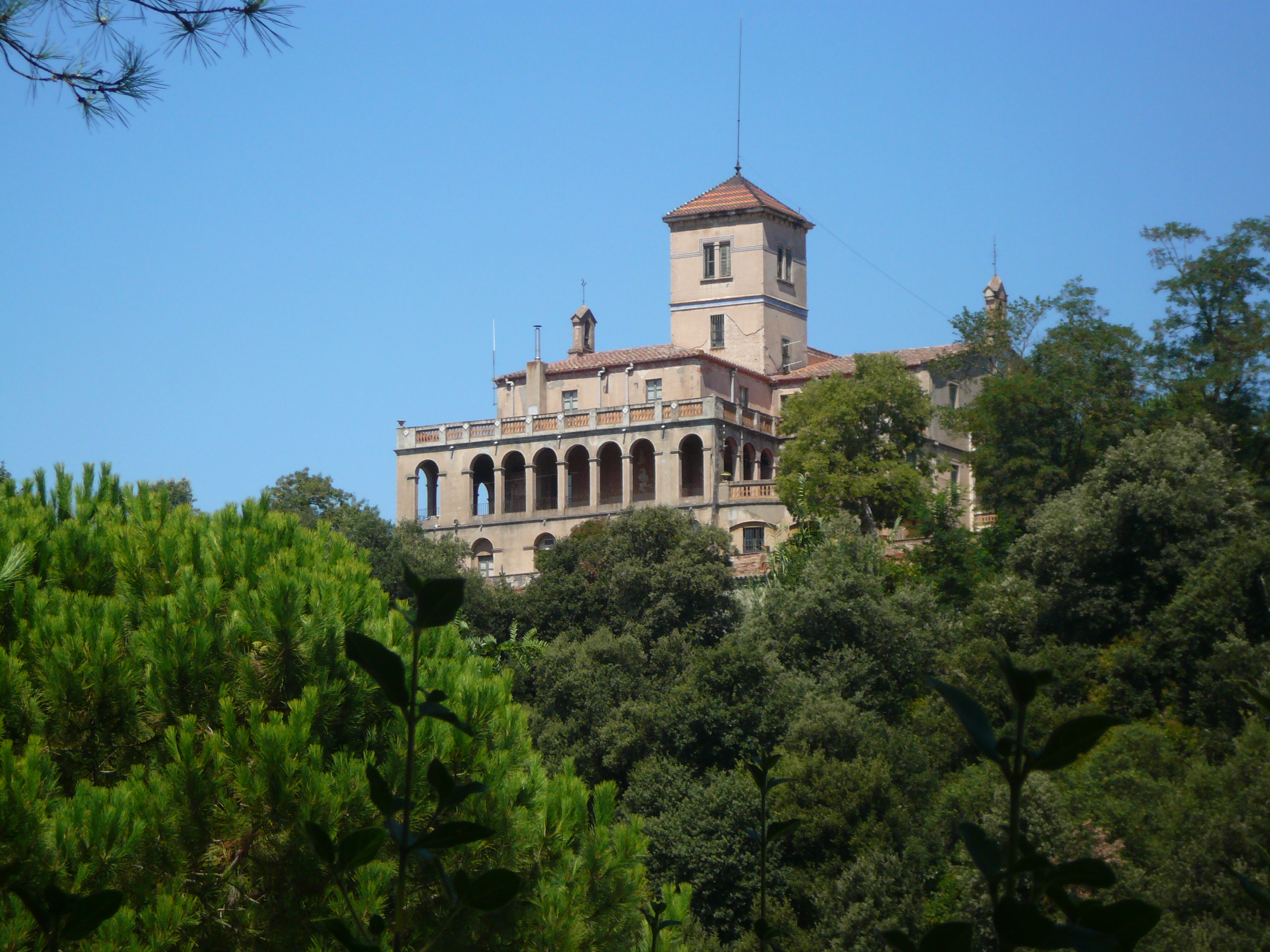
Viŀla Joana

Viŀla Joana è una antica masia che si trova a Vallvidrera nel quartiere Sarrià-Sant Gervasi di Barcellona all'interno del parco di Collserola.
La villa è costituita da un edificio a due piani con una torre di avvistamento e delle gallerie laterali e uno dei suoi elementi più caratteristici è l'orologio sulla facciata principale.
Oggi Viŀla Joana ospita una delle sedi del Museo di storia di Barcellona (MUHBA), che nel 2016 ha aggiornato la collezione qui esposta. Il museo si occupa della storia del sito e del poeta catalano Jacint Verdaguer, che qui morì nel 1902.

## Storia
Viŀla Joana è stata una delle masias più importanti di Vallvidrera. La sua presenza è documentata dal XVI secolo e divenne proprietà della famiglia Miralles nel XIX secolo, per prendere il nome attuale di Viŀla Joana quando venne trasformato da antica casa colonica a villa residenziale. Nel 1902, il famoso poeta Jacint Verdaguer fu ospite della famiglia Miralles e qui morì dopo un breve soggiorno.
A partire dal 1920 la Viŀla Joana ospitò una scuola speciale fino al 1973, quando si trasferì in un nuovo edificio nelle vicinanze e il governo della città di Barcellona decise di trasformare Viŀla Joana in un museo dedicato a Jacint Verdaguer.